# ایزنشمیت
ایزنشمیت (به آلمانی: Eisenschmitt) یک شهر در آلمان است که در برنکاستل-ویتلیش واقع شده‌است. ایزنشمیت ۳۲۴ نفر جمعیت دارد.